# 豊崎村 (大分県)
豊崎村（とよさきむら）は、大分県東国東郡にあった村。現在の国東市の一部にあたる。

## 地理
国東半島の東部、田深川支流・横手川、その支流・赤松川の流域に位置していた。

## 歴史
- 1889年（明治22年）4月1日、町村制の施行により、東国東郡横手村、赤松村、岩屋村、原村が合併して村制施行し、豊崎村が発足[1][2]。旧村名を継承した横手、赤松、岩屋、原の4大字を編成[2]。
- 1901年（明治34年）4月1日、大字原を東国東郡国東町に編入[1][2]。3大字となる。
- 1954年（昭和29年）3月31日、東国東郡国東町、富来町、来浦町、上国崎村、旭日村（一部）と合併し国東町が存続して廃止された[1][2]。

## 産業
- 農業、薪炭[2]